# Notoproctus pacificus
Notoproctus pacificus är en ringmaskart som först beskrevs av Moore 1906.  Notoproctus pacificus ingår i släktet Notoproctus och familjen Maldanidae. Inga underarter finns listade i Catalogue of Life.